# Cyathophorella densifolia
Cyathophorella densifolia är en bladmossart som beskrevs av Horikawa 1935. Cyathophorella densifolia ingår i släktet Cyathophorella, klassen egentliga bladmossor, divisionen bladmossor och riket växter. Inga underarter finns listade i Catalogue of Life.